# 김완규
김완규(金完圭, 1876년 8월 7일(음력 7월 9일) ~ 1950년 양력 12월 25일)는 한국의 독립운동가이며 민족대표 33인중 한 사람이며 아호는 송암(松巖)이다. 천도교인으로서 도호는 법암(法菴)이고 봉도, 법엄장 등을 지냈다.

## 생애
한성부 출생으로 대한제국 말기에 여수통신주사(麗水通信主事), 한성부주사(漢城府主事) 등의 관직을 지냈다. 1910년 한일 병합 조약 체결 이후 전직 개화파 관료들이 상당수 몸담고 있던 천도교에 입교했다.

### 독립운동
1919년 2월에 천도교의 기도회 종료보고와 국장 참배를 위해 상경했다가 손병희, 권동진, 오세창 등을 만나 3·1 독립만세운동 계획을 듣고 찬동하여 민족대표 33인 중 한 명으로 참가했다. 2월 27일 김상규의 집에 모인 민족대표들과 독립선언서, 기타 문서의 초안을 검토하고 서명과 날인하였다. 3월 1일 인사동의 태화관에서 조선독립을 희망하는 만세 삼창을 외치고 일본경찰에 체포되었다. 경시청총감부에 구금되었다가 1920년 경성복심법원에서 보안법과 출판법 위반 혐의로 징역 2년형을 선고받고 서대문 형무소에서 복역했다. 출옥 후 천도교인으로서 종교활동과 민족운동을 계속하였다. 

### 광복 이후
광복후 이승만과 김구 계열이 연합하여 우익 반탁운동 단체 대한독립촉성국민회를 결성할때, 이때까지 생존해 있던 천도교 출신의 민족대표 33인인 오세창, 권동진 등과 함께 참가했고 국민회 재정부장을 지냈다.

## 수훈
- 대한민국 정부는 그의 공헌을 기려 1962년 건국훈장 대통령장을 추서하였다.

## 같이 보기
- 독립유공자로 대통령장을 수여받은 사람

## 참고자료
- 김완규 : 독립유공자 공훈록 - 국가보훈처
- 독립유공자 공훈록(김완규)